# Franciscus van den Enden
‎Franciscus van den Enden, nizozemski filozof in dramatik, * 5. februar 1602, Antwerpen, † 27. november 1674, Pariz.
Enden je najbolj znan kot učitelj Barucha Spinoze.

## Dela
- Philedonius (1657)
- Kort Verhael van Nieuw Nederland (1662)
- Vrye Politijke Stellingen (1665)
- Vrije Politijke Stellingen (ed. W. Klever, 1992)